# فرشته‌ماهی زردنشان
فرشته‌ماهی زردنشان (نام علمی: Pomacanthus maculosus) نام یک آرایه از تیره فرشته‌ماهیان است. این ماهی در نزدیکی صخره‌های مرجانی زیست می‌کند و در سراسر خلیج فارس، شمال‌غرب اقیانوس هند و جنوب دریای سرخ یافت‌می‌شود.